# Silvano Piovanelli
Silvano Piovanelli (Borgo San Lorenzo, 21 de febrero de 1924-9 de julio de 2016) fue un arzobispo emérito de Florencia y cardenal.

## Biografía
Estudió en el seminario de Florencia desde 1935 hasta 1947, año en que fue ordenado sacerdote.
Luego fue vicario de Giulio Facibeni, el fundador de la obra de la Divina Providencia 'Madonnina del Grappa'. Durante su estancia en Rifredi como joven sacerdote, poco después de la guerra, tuvo que enfrentarse a los graves problemas de una vasta y compleja comunidad parroquial en las afueras industriales de Florencia, que se fue desarrollando y estructurado en torno a dos grandes fábricas.
En octubre de 1948, fue llamado a servir como vicerrector del seminario menor. Luego, en 1960, fue párroco en Castelfiorentino, una ciudad grande a las afueras de la arquidiócesis en la frontera con Volterra y Siena. Esta ciudad tiene una larga historia de vigorosos compromisos políticos fuertemente idealistas, y, después de la guerra, de tensión violenta y anticlericalismo que provocó profundas heridas en el tejido social y religioso. A raíz de los esfuerzos del obispo de Pescia, Giovanni Bianchi, que puso las bases para una colaboración respetuosa y fructífera, Piovanelli fue capaz de hacer que la comunidad eclesiástica fuera consciente de asumir su responsabilidad y fundó el primer consejo pastoral parroquial, que no solo abordó específicos problemas pastorales, sino también de orden administrativo.
En 1979, el cardenal Giovanni Benelli, arzobispo de Florencia, llamó a Mons. Piovanelli a la curia de la archidiócesis para servir como pro-vicario y vicario general. El 28 de mayo de 1982 fue elegido obispo titular de Tubuni di Mauritania y Auxiliar de Florencia.
Tras la inesperada muerte del cardenal Benelli, en el otoño de 1982, el 18 de marzo de 1983 Juan Pablo II lo nombró arzobispo de Florencia.
Fue creado y proclamado cardenal por Juan Pablo II en el consistorio del 25 de mayo de 1985, Titular de la iglesia Santa María de las Gracias (Santa Maria delle Grazie a Via Trionfale).
Arzobispo emérito de Florencia desde marzo de 2001.

## Escritos
- Don Giulio Facibeni: il povero facchino della Divina Provvidenza. Società Editrice Fiorentina. 2008. ISBN 9788860320698.
- Lettura orante della parola di Dio. Anno A, Volumen 1. La Parola per Strada Editrice. 2013. ISBN 9788890854583.
- Respirare il domani. Insieme e ciascuno con le proprie responsabilità. San Paolo Edizioni. 1996. ISBN 9788821532634.
- Fratelli ed amici. Cooperativa Firenze 2000. 2001. ISBN 9788888206011.
- Il Credo: una parola di amore. Edizioni Paoline. 1990. ISBN 9788821519031.